# Cadena Báltica
Se conoce como Cadena Báltica (en estonio, Balti kett, en letón Baltijas ceļš, en lituano Baltijos kelias) al evento que tuvo lugar a las siete de la tarde, hora local (16.00 UTC), el 23 de agosto de 1989, cuando más de un millón y medio de personas se tomaron de las manos para formar una cadena humana de más de 600 kilómetros de longitud, cruzando las tres repúblicas bálticas (Estonia, Letonia y Lituania), y pasando por sus tres capitales (Tallin, Riga y Vilna, respectivamente).
La manifestación se organizó para llamar la atención de la opinión pública mundial sobre el destino común que habían sufrido las tres repúblicas. De hecho, se celebró coincidiendo con el cincuentenario de la firma del Pacto Mólotov-Ribbentrop. De acuerdo con el Protocolo Adicional Secreto de dicho tratado, la Unión Soviética y la Alemania nazi se dividían esferas de influencia en la Europa del Este, llevando a la ocupación por parte de los soviéticos de los tres países. En la convocatoria se solicitaba directamente la «retirada de las fuerzas de ocupación» soviéticas.

## Contexto

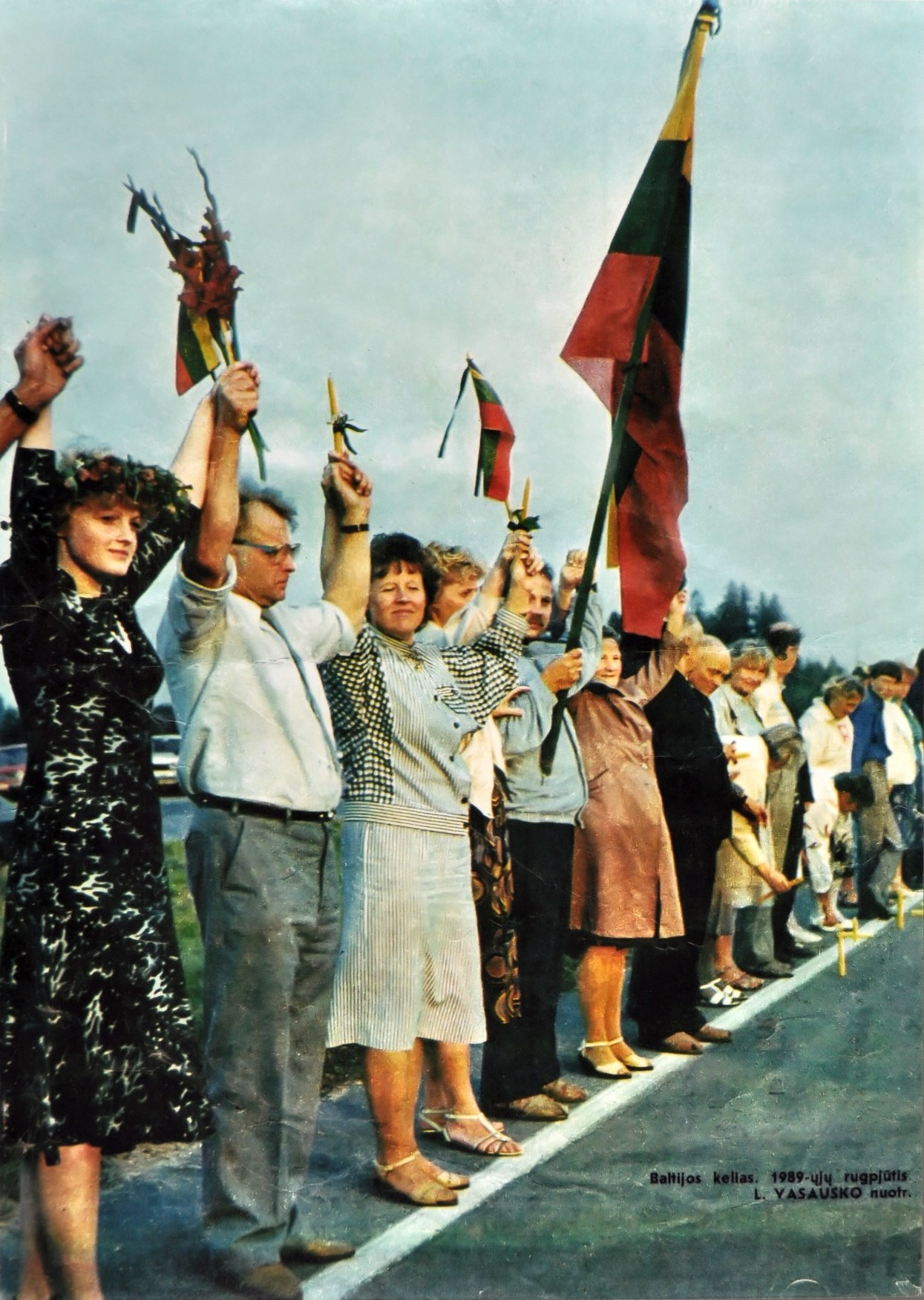
Cadena báltica: la cadena humana que conectó las tres capitales bálticas: Tallin, Riga, y Vilna.

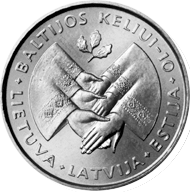
Moneda conmemorativa del décimo aniversario de la Cadena Báltica.

Al amparo de la glásnost y la perestroika, las manifestaciones callejeras se habían ido incrementando en las diversas capitales, creciendo en popularidad y asistencia. Las primeras, de 1986, reunían únicamente pequeñas cantidades de gente. Posteriormente, ya en 1987, masivas manifestaciones callejeras fueron prohibidas por las autoridades, saldándose con numerosos arrestos. Un año más tarde y por primera vez, las tumultuosas protestas fueron aprobadas por las autoridades y desarrollándose de un modo pacífico. 
Una semana antes de la protesta, la URSS había admitido la existencia del protocolo secreto Mólotov-Ribbentrop, pero continuaba insistiendo en que los tres estados se habían adherido voluntariamente a la Unión Soviética. Un par de días antes, 170 miembros del movimiento lituano Sąjūdis (que había obtenido 36 de los 42 escaños en las recientes elecciones al Consejo Supremo de Lituania) aprobaron con sólo cinco abstenciones una declaración pidiendo "una república lituana, soberana e independiente, no sometida al sistema legislativo de la U.R.S.S.".

## La protesta

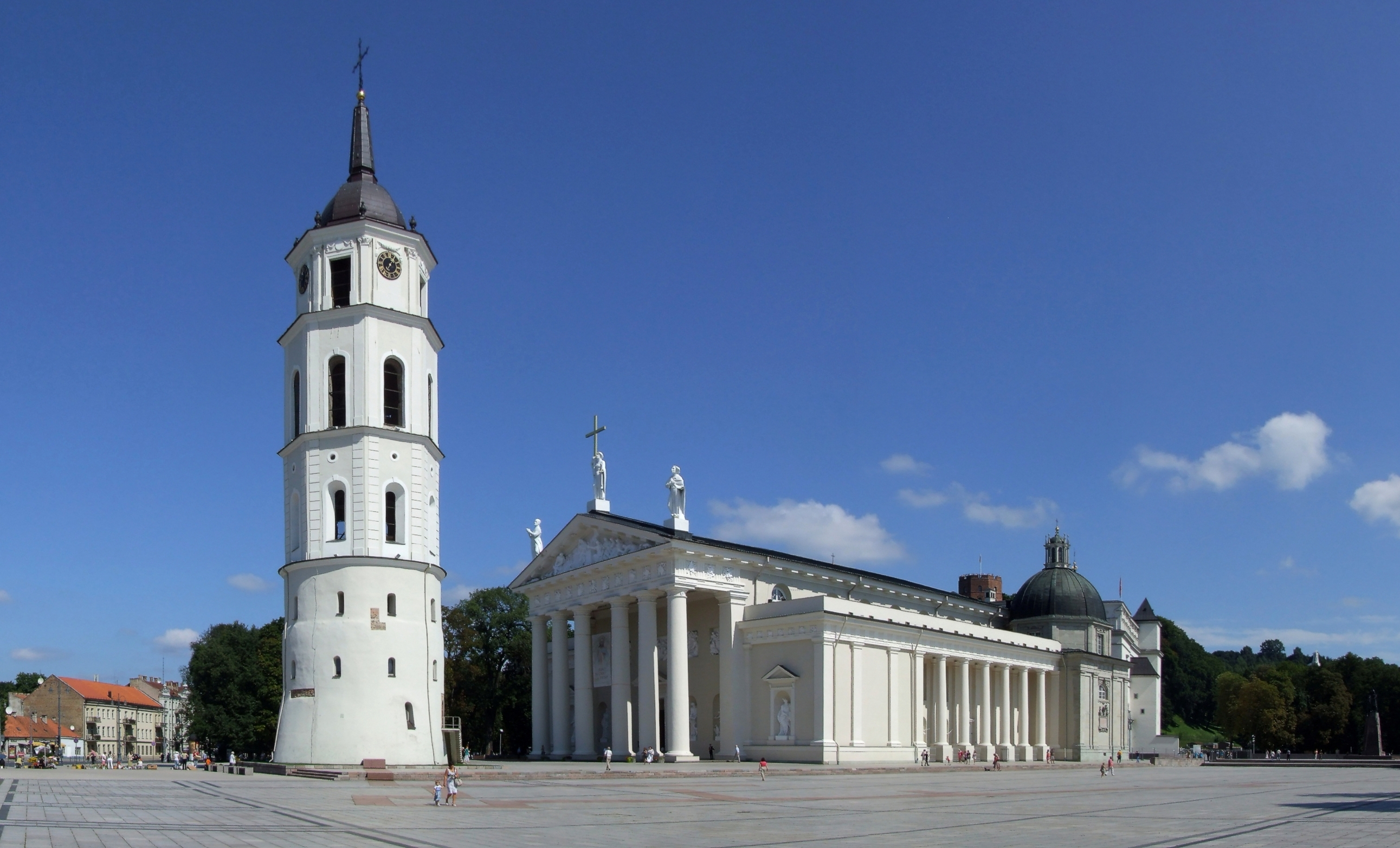
La plaza frente a la Catedral de Vilna se convirtió en uno de los lugares principales de la manifestación. Más de 40.000 personas se congregaron en ella.

La cadena fue permitida por los partidos comunistas de cada uno de los tres estados, y se organizó cuidadosamente para que no hubiera huecos en los más de 600 kilómetros que separan Vilna de Tallin (pasando por Riga). Por ejemplo, muchos pueblos y ciudades tenían designados determinadas áreas a cubrir; también se organizó el transporte en autobuses gratuitos para aquellos que no tenían otro medio de transporte. Los manifestantes unieron sus manos durante 15 minutos a las siete de la tarde, hora local (16.00 GMT). Por la radio y a través de programas especiales, se ayudaba a coordinar esfuerzos. Más tarde el mismo día, tuvieron lugar diversas concentraciones y protestas pacíficas. En Vilna, 40.000 manifestantes se concentraron en la plaza de la Catedral, con velas encendidas y cantando canciones tradicionales y el propio himno nacional Tautiška giesmė. En otros lugares los párrocos arengaron a las masas o hicieron sonar las campanas de las iglesias. En una de las protestas más espectaculares, los líderes de los frentes populares de Estonia y Letonia se reunieron en la frontera entre ambas repúblicas para celebrar un funeral simbólico, en el que se prendió fuego al símbolo utilizado para denunciar la dominación soviética pactada con los nazis: una cruz gamada en el centro de una estrella roja. También se declaró día festivo en Estonia. 

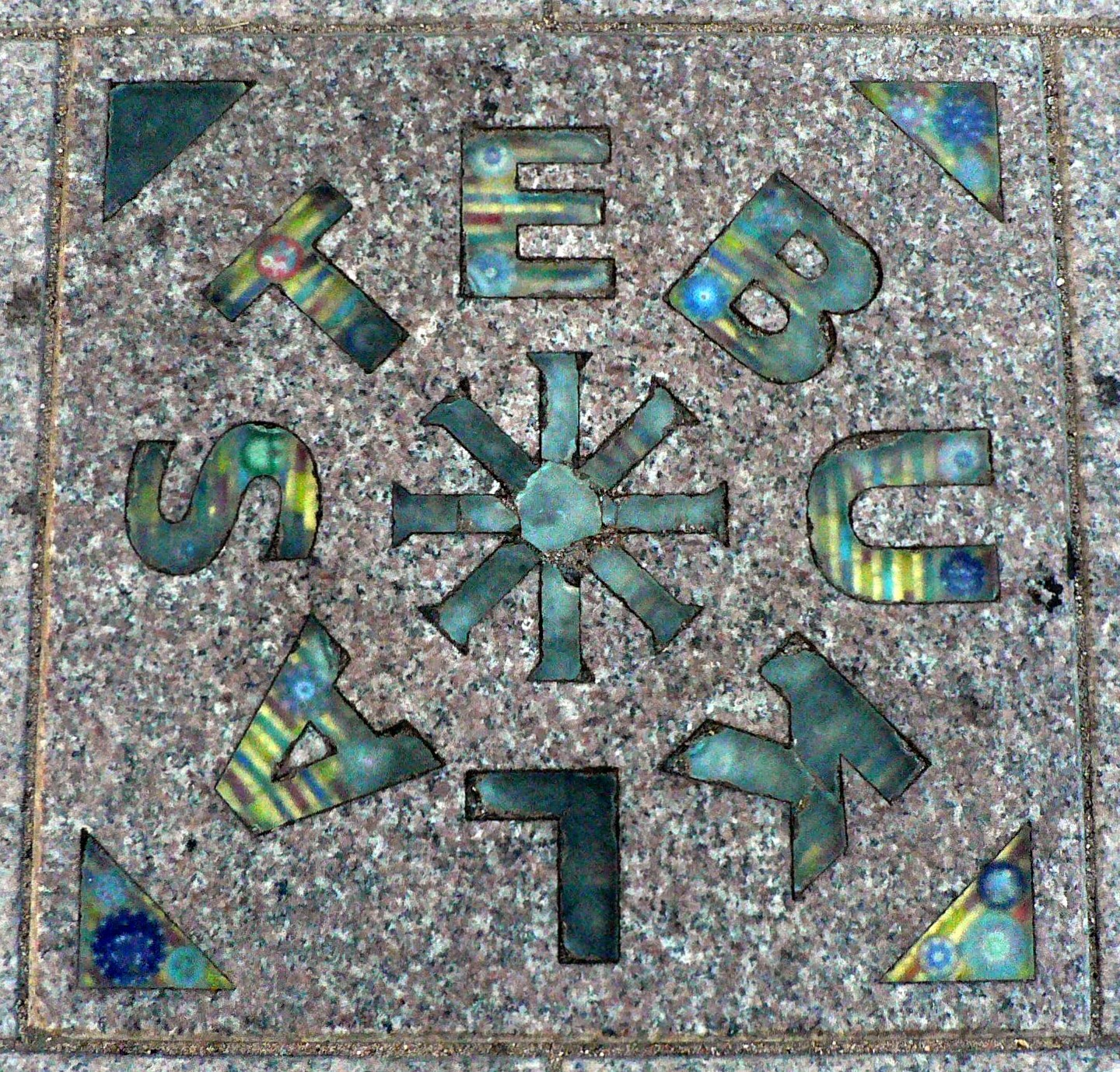
La piedra "STEBUKLAS" frente a la Catedral de Vilna, en el sitio en que, de acuerdo a la leyenda, comenzaba la Cadena Báltica.

La protesta fue completamente pacífica. Aun así, los manifestantes fueron represaliados, en algunos casos de modo físico. De hecho, tanto Erich Honecker, desde Alemania del Este, como Nicolae Ceauşescu, desde Rumanía, ofrecieron apoyo militar a la Unión Soviética si se decidía a utilizar la fuerza para impedir la manifestación. En la Plaza Pushkin de Moscú, se emplearon unidades antidisturbios para disolver a unos cuantos cientos de personas, reunidas en una demostración de simpatía hacia la protesta báltica. La agencia de noticias soviética TASS informó de que 75 personas habían sido detenidas por alteración del orden público, vandalismo y otros delitos. Unos 13 000 manifestantes se reunieron asimismo en Moldavia, que también había sido afectada por el pacto germano-soviético de no agresión. 
Sobre el número de participantes en la Cadena Báltica, las estimaciones varían sustancialmente. La agencia Reuters informó al día siguiente de que 700.000 estonios, 500.000 letones y 1.000.000 de lituanos habían tomado parte en la protesta. Esas cifras superaban en mucho las estimaciones previas, que habían calculado como máximo 1.500.000 de manifestantes. Conviene señalar que la población total de los tres estados en ese momento era de aproximadamente ocho millones de personas. Las cifras oficiales ofrecidas por la Unión Soviética a través de TASS afirmaban que sólo 300.000 estonios y cerca de 500.000 lituanos habían secundado la protesta, sin que se realizara una estimación oficial de participantes en Letonia.

## Consecuencias
La cadena humana simbolizó la solidaridad entre los tres países bálticos en la lucha por una mayor autonomía y una eventual independencia de dichos territorios. Ayudó a establecer la idea de las "tres repúblicas hermanas" y promovió la cooperación entre ellas desde ese día. Por ejemplo, posteriormente algunos políticos sugirieron la idea de presentar conjuntamente una candidatura para organizar unos Juegos Olímpicos de verano entre las tres repúblicas. Por otro lado, la protesta esbozó las líneas maestras de las futuras manifestaciones: masivas y pacíficas. Finalmente, ayudó a atraer a las protestas a aquellos que aún eran escépticos o temían las persecuciones soviéticas.
El 9 de noviembre de 1989 cayó el Muro de Berlín. En diciembre del mismo año, se firmó una declaración condenando el pacto Mólotov-Ribbentrop. Unos meses después, Lituania se convirtió en el primer estado soviético en declarar su independencia, el 11 de marzo de 1990. Solo dos años después de la protesta, la independencia de los tres Estados Bálticos ya había sido reconocida por muchos países occidentales. 
La Cadena Báltica está reconocida por el Libro Guinness de los Récords como la cadena humana más larga que se ha organizado nunca. El libro de los récords lituano la recoge también como el atasco de tráfico más largo: durante un par de horas, 100 kilómetros de la autopista Vilna-Kaunas permanecieron atascados. Posteriormente se organizaron cadenas humanas similares en muchos países de Europa del Este y regiones de la URSS y, más recientemente, en Taiwán en 2004 y en Cataluña en el año 2013.